# Vietnam International 2014
Die Ciputra Hanoi - Yonex Sunrise Vietnam International Challenge 2014 im Badminton fand vom 25. März bis zum 30. März 2014 in Hanoi statt. Das Turnier ist nicht zu verwechseln mit der Vietnam International Series 2014 (Biere Larue Vietnam International Series 2014).

## Sieger und Platzierte
| Disziplin    | Gold                                 | Silber                                   | Bronze                                    |
| ------------ | ------------------------------------ | ---------------------------------------- | ----------------------------------------- |
| Herreneinzel | Nguyễn Tiến Minh                     | Tan Chun Seang                           | Fikri Ihsandi Hadmadi                     |
| Herreneinzel | Nguyễn Tiến Minh                     | Tan Chun Seang                           | Tan Kian Meng                             |
| Dameneinzel  | Hung Shih-han                        | Jiang Yujing                             | Vũ Thị Trang                              |
| Dameneinzel  | Hung Shih-han                        | Jiang Yujing                             | Sannatasah Saniru                         |
| Herrendoppel | Selvanus Geh Kevin Sanjaya Sukamuljo | Robin Middleton Ross Smith               | Nelson Heg Wei Keat Low Juan Shen         |
| Herrendoppel | Selvanus Geh Kevin Sanjaya Sukamuljo | Robin Middleton Ross Smith               | Chen Chung-jen Wang Chi-lin               |
| Damendoppel  | Yano Chiemi Yumiko Nishiyama         | Melvira Oklamona Melati Daeva Oktavianti | Ni Ketut Mahadewi Istarani Annisa Saufika |
| Damendoppel  | Yano Chiemi Yumiko Nishiyama         | Melvira Oklamona Melati Daeva Oktavianti | Chang Ching-hui Chang Hsin-tien           |
| Mixed        | Alfian Eko Prasetya Annisa Saufika   | Fernando Kurniawan Poon Lok Yan          | Chang Ko-chi Chang Hsin-tien              |
| Mixed        | Alfian Eko Prasetya Annisa Saufika   | Fernando Kurniawan Poon Lok Yan          | Wong Wai Hong Chan Hung Yung              |